# Lövåsasjön (Kinna socken, Västergötland)
Lövåsasjön är en sjö i Marks kommun i Västergötland och ingår i Viskans huvudavrinningsområde.